# Jesús Huerta de Soto
Jesús Huerta de Soto Ballester (Madrid, 1956) és un funcionari públic, economista, advocat i filòsof polític espanyol i un dels teòrics més representatius de l'escola austríaca d'economia. En l'actualitat és considerat el més important referent de l'anarcocapitalisme al món hispànic.
Havent provat, i fallat, les oposicions al cos de lletrats del Consell d'Estat el 1979, Huerta de Soto és funcionari públic d'ençà el 1988, data en què, finalment, va reeixir a aconseguir plaça de professor titular d'Economia Aplicada a la Universitat Complutense de Madrid. D'ença l'any 2000, i sempre dins el sector públic, Huerta de Soto és catedràtic d'Economia Política a la Universitat Rei Joan Carles de Madrid.
En l'àmbit privat, Huerta de Soto és l'hereu de la companyia España SA, Compañía Nacional de Seguros, companyia que, a més, presideix. Tant la companyia com el càrrec de president els va heretar del seu pare, Jesús Huerta Ballester, qui, al seu torn, els havia heretat de l'avi, Jesús Huerta Peña, qui va fundar l'empresa el 1928.
La participació en l'asseguradora fa que la fortuna de Huerta de Soto s'ubiqui a l'entorn dels 305 milions d'euros al 2025, essent condiderada la 229ª fortuna més gran d'Espanya en aquell any.

## Llibres
- Planes de pensiones privados (1984)
- Lecturas de economía política, ed. (3 vols, 1984 - 1987).
- Socialismo, cálculo económico y función empresarial (1992).
- Estudios de economía política (1994).
- Dinero, crédito bancario y ciclos económicos (1998).
- La escuela austriaca: mercado y creatividad empresarial (2000).
- Nuevos estudios de economía política (2002).
- Ahorro y previsión en el seguro de vida (2006).
- The Theory of Dynamic Efficiency (2009).
- "Fraude. Por qué la gran recesión" (2012) documental
- "En defensa del Euro" (2013)